# Driedaagse De Panne - Koksijde 2009
La Driedaagse De Panne - Koksijde 2009 (it.: Tre giorni di La Panne - Koksijde), trentatreesima edizione della corsa, valevole come evento del circuito UCI Europe Tour 2009 categoria 2.HC, si svolse in due tappe e due semitappe dal 31 marzo al 2 aprile 2009 per un percorso di 544,8 km. Fu vinta dal belga Frederik Willems, che terminò la gara in 12h34'57" alla media di 43,294 km/h.
Al traguardo di De Panne furono 107 i ciclisti che completarono la gara.

## Tappe
| Tappa  | Data      | Percorso                     | km     | Vincitore di tappa | Leader cl. generale |
| ------ | --------- | ---------------------------- | ------ | ------------------ | ------------------- |
| 1ª     | 31 marzo  | Middelkerke > Zottegem       | 199    | Filippo Pozzato    | Filippo Pozzato     |
| 2ª     | 1º aprile | Zottegem > Koksijde          | 219    | Mark Cavendish     | Filippo Pozzato     |
| 3ª-1ª  | 2 aprile  | De Panne > De Panne          | 112    | Mark Cavendish     | Frederik Willems    |
| 3ª-2ª  | 2 aprile  | De Panne (cron. individuale) | 14,75  | Bradley Wiggins    | Frederik Willems    |
| Totale | Totale    | Totale                       | 544,75 |                    |                     |

## Squadre e corridori partecipanti
| N.      | Cod. | Squadra                 |
| ------- | ---- | ----------------------- |
| 1-8     | RAB  | Rabobank                |
| 11-18   | LAM  | Lampre-N.G.C.           |
| 21-28   | SIL  | Silence-Lotto           |
| 31-38   | AST  | Astana Team             |
| 41-48   | QST  | Quick Step              |
| 51-58   | KAT  | Team Katusha            |
| 61-68   | THR  | Team Columbia-High Road |
| 71-78   | BBO  | Bbox Bouygues Telecom   |
| 81-88   | FUJ  | Fuji-Servetto           |
| 91-98   | GRM  | Team Garmin-Slipstream  |
| 101-108 | LIQ  | Liquigas                |
| 111-118 | MRM  | Team Milram             |

| N.      | Cod. | Squadra                      |
| ------- | ---- | ---------------------------- |
| 121-128 | TSV  | Topsport Vlaanderen-Mercator |
| 131-138 | LAN  | Landbouwkrediet-Colnago      |
| 141-148 | BAR  | Team Barloworld              |
| 151-158 | VAC  | Vacansoleil Pro Cycling Team |
| 161-168 | MCO  | Contentpolis-Ampo            |
| 171-178 | AMI  | Amica Chips-Knauf            |
| 181-188 | SKS  | Skil-Shimano                 |
| 191-198 | VBG  | Vorarlberg-Corratec          |
| 201-208 | PSK  | PSK Whirlpool-Author         |
| 211-218 | CSF  | CSF Group-Navigare           |
| 221-228 | PCO  | Palmans-Cras                 |

## Dettagli delle tappe

### 1ª tappa
- 31 marzo: Middelkerke > Zottegem – 199 km

Risultati
| Pos. | Corridore         | Squadra       | Tempo    |
| ---- | ----------------- | ------------- | -------- |
| 1    | Filippo Pozzato   | Team Katusha  | 4h37'01" |
| 2    | Frederik Willems  | Liquigas      | s.t.     |
| 3    | Greg Van Avermaet | Silence-Lotto | a 57"    |

| Pos. | Corridore         | Squadra       | Tempo    |
| ---- | ----------------- | ------------- | -------- |
| 1    | Filippo Pozzato   | Team Katusha  | 4h36'51" |
| 2    | Frederik Willems  | Liquigas      | a 4"     |
| 3    | Greg Van Avermaet | Silence-Lotto | a 1'03"  |

### 2ª tappa
- 1º aprile: Zottegem > Koksijde – 219 km

Risultati
| Pos. | Corridore         | Squadra       | Tempo    |
| ---- | ----------------- | ------------- | -------- |
| 1    | Mark Cavendish    | Columbia-H.R. | 5h07'39" |
| 2    | Robbie McEwen     | Team Katusha  | s.t.     |
| 3    | Francesco Chicchi | Liquigas      | s.t.     |

| Pos. | Corridore         | Squadra       | Tempo    |
| ---- | ----------------- | ------------- | -------- |
| 1    | Filippo Pozzato   | Team Katusha  | 9h44'30" |
| 2    | Frederik Willems  | Liquigas      | a 4"     |
| 3    | Greg Van Avermaet | Silence-Lotto | a 1'03"  |

### 3ª tappa-1ª semitappa
- 2 aprile: De Panne > De Panne – 112 km

Risultati
| Pos. | Corridore      | Squadra       | Tempo    |
| ---- | -------------- | ------------- | -------- |
| 1    | Mark Cavendish | Columbia-H.R. | 2h31'00" |
| 2    | Robbie McEwen  | Team Katusha  | s.t.     |
| 3    | André Schulze  | PSK Whirlpool | s.t.     |

| Pos. | Corridore        | Squadra      | Tempo     |
| ---- | ---------------- | ------------ | --------- |
| 1    | Frederik Willems | Liquigas     | 12h15'50" |
| 2    | Filippo Pozzato  | Team Katusha | a 29"     |
| 3    | Borut Božič      | Vacansoleil  | a 45"     |

### 3ª tappa-2ª semitappa
- 2 aprile: De Panne – Cronometro individuale – 14,75 km

Risultati
| Pos. | Corridore       | Squadra     | Tempo  |
| ---- | --------------- | ----------- | ------ |
| 1    | Bradley Wiggins | Garmin      | 18'01" |
| 2    | Lieuwe Westra   | Vacansoleil | a 20"  |
| 3    | Stijn Devolder  | QuickStep   | a 32"  |

| Pos. | Corridore        | Squadra  | Tempo    |
| ---- | ---------------- | -------- | -------- |
| 1    | Frederik Willems | Liquigas | 12h3'57" |
| 2    | Joost Posthuma   | Rabobank | a 19"    |
| 3    | Tom Leezer       | Rabobank | a 54"    |

## Evoluzione delle classifiche
| Tappa              | Vincitore          | Classifica generale | Classifica a punti | Classifica scalatori | Classifica sprint | Classifica a squadre |
| ------------------ | ------------------ | ------------------- | ------------------ | -------------------- | ----------------- | -------------------- |
| 1ª                 | Filippo Pozzato    | Filippo Pozzato     | Filippo Pozzato    | Michele Merlo        | Enrico Franzoi    | Liquigas             |
| 2ª                 | Mark Cavendish     | Filippo Pozzato     | Greg Van Avermaet  | Michele Merlo        | Marcin Sapa       | Liquigas             |
| 3ª-1ª              | Mark Cavendish     | Frederik Willems    | Mark Cavendish     | Filippo Pozzato      | Marcin Sapa       | Liquigas             |
| 3ª-2ª              | Bradley Wiggins    | Frederik Willems    | Mark Cavendish     | Dieter Cappelle      | Marcin Sapa       | Liquigas             |
| Classifiche finali | Classifiche finali | Frederik Willems    | Mark Cavendish     | Dieter Cappelle      | Marcin Sapa       | Liquigas             |

## Classifiche della corsa

### Classifica generale - Maglia bianca
| Pos. | Corridore         | Squadra       | Tempo     |
| ---- | ----------------- | ------------- | --------- |
| 1    | Frederik Willems  | Liquigas      | 12h34'57" |
| 2    | Joost Posthuma    | Rabobank      | a 19"     |
| 3    | Tom Leezer        | Rabobank      | a 54"     |
| 4    | Manuel Quinziato  | Liquigas      | a 1'00"   |
| 5    | Gregory Henderson | Columbia-H.R. | a 1'02"   |
| 6    | Borut Božič       | Vacansoleil   | a 1'03"   |
| 7    | Martijn Maaskant  | Garmin        | a 1'12"   |
| 8    | Leif Hoste        | Silence-Lotto | a 1'19"   |
| 9    | Steve Chainel     | Bouygues Tel. | a 1'22"   |
| 10   | Mauro Finetto     | CSF Group     | s.t.      |

### Classifica a punti - Maglia verde
| Pos. | Corridore        | Squadra       | Punti |
| ---- | ---------------- | ------------- | ----- |
| 1    | Mark Cavendish   | Columbia-H.R. | 30    |
| 2    | Frederik Willems | Liquigas      | 18    |
| 3    | Borut Božič      | Vacansoleil   | 18    |
| 4    | Kenny van Hummel | Skil-Shimano  | 15    |
| 5    | Wouter Weylandt  | QuickStep     | 14    |

### Classifica scalatori - Maglia rossa
| Pos. | Corridore        | Squadra       | Punti |
| ---- | ---------------- | ------------- | ----- |
| 1    | Dieter Cappelle  | Palmans-Cras  | 18    |
| 2    | Andy Cappelle    | Palmans-Cras  | 15    |
| 3    | Roy Curvers      | Skil-Shimano  | 13    |
| 4    | Frederik Willems | Liquigas      | 11    |
| 5    | Ermanno Capelli  | Fuji-Servetto | 7     |

### Classifica a squadre
| Pos. | Squadra                      | Tempo     |
| ---- | ---------------------------- | --------- |
| 1    | Liquigas                     | 37h46'30" |
| 2    | Silence-Lotto                | a 1'05"   |
| 3    | Vacansoleil Pro Cycling Team | a 2'08"   |
| 4    | Rabobank                     | a 12'07"  |
| 5    | CSF Group-Navigare           | a 14'04"  |